# UFC Fight Night: Орловский vs. Барнетт
UFC Fight Night: Arlovski vs. Barnett (также UFC Fight Night 93) — турнир по смешанным единоборствам, проведённый организацией Ultimate Fighting Championship 3 сентября 2016 года на стадионе «Барклейкард Арена» в Гамбурге, Германия.
В главном бою вечера американец Джош Барнетт с помощью удушающего приёма сзади принудил к сдаче представителя Белоруссии Андрея Орловского.

## Предыстория
UFC Fight Night 93 стал первым турниром UFC, проведённым в Гамбурге, и пятым по счёту турниром в Германии (ранее турниры проводились в Кёльне, Оберхаузене и дважды в Берлине).
Главным событием вечера стал бой между бывшим чемпионом UFC в тяжёлом весе Андреем Орловским из Белоруссии и американским тяжеловесом Джошем Барнеттом.
Изначально соперником новичка организации Йессина Айари должен был стать другой новичок Эмиль Вебер Меэк, но 20 июля его сняли с турнира в связи с требованиями антидопинговой политики UFC. Спустя неделю ему нашли замену в лице Джима Уоллхеда, так же дебютирующего в организации.
Соперником Рустама Хабилова изначально являлся Реза Мадади, однако 25 июля из-за болезни сердца его исключили из карда турнира, заменив Леандру Силвой.
На гамбургском турнире планировался бой между Генри Брионесом и Брэдом Пикеттом. Тем не менее, в начале августа Брионеса заменили Иури Алкантарой, а позже поединок решили перенести на турнир UFC 204 в Манчестере.
Женскому бою между Эшлинг Дейли и бывшей чемпионской Invicta FC Мишель Уотерсон так же не суждено было состояться. 9 августа Дейли снялась с турнира из-за травмы — матчмейкеры пытались найти ей замену, но вскоре Уотерсон тоже получила травму и отказалась от выступления.
В середине августа из числа участниц турнира выбыла травмировавшаяся Жермейн де Рандами, которая должна была встретиться с Эшли Эванс-Смит. Её заменили недавно подписавшей контракт с организацией Вероникой Маседо.
Буквально за неделю до начала турнира был отменён бой в полулёгком весе между новичками организации Мартином Бушкампом и Алексом Энлундом, причиной послужила полученная Энлундом травма.

## Результаты
| Категория                            |                      |      |                  | Способ                                           | Раунд | Время | Примечание |
| Основные бои (UFC Fight Pass)        |                      |      |                  |                                                  |       |       |            |
| Тяжёлый вес                          | Джош Барнетт         | поб. | Андрей Орловский | Сдача (удушение сзади)                           | 3     | 2:53  |            |
| Полутяжёлый вес                      | Александр Густафссон | поб. | Ян Блахович      | Единогласное решение (30-27, 30-27, 30-27)       | 3     | 5:00  |            |
| Полутяжёлый вес                      | Райан Бейдер         | поб. | Илир Латифи      | Нокаут (удар коленом)                            | 2     | 2:06  |            |
| Лёгкий вес                           | Ник Хайн             | поб. | Пан Тхэ Хён      | Единогласное решение (29-28, 30-28, 30-27)       | 3     | 5:00  |            |
| Предварительные бои (UFC Fight Pass) |                      |      |                  |                                                  |       |       |            |
| Полусредний вес                      | Йессин Айари         | поб. | Джим Уоллхед     | Раздельное решение (28-29, 29-28, 30-27)         | 3     | 5:00  |            |
| Полусредний вес                      | Петер Соботта        | поб. | Николас Дальби   | Единогласное решение (30-26, 30-26, 30-26)       | 3     | 5:00  |            |
| Женский легчайший вес                | Эшли Эванс-Смит      | поб. | Вероника Маседо  | Технический нокаут (удары руками и локтями)      | 3     | 3:14  |            |
| Легчайший вес                        | Тейлор Лапилус       | поб. | Леандру Исса     | Единогласное решение (30-27, 30-27, 29-28)       | 3     | 5:00  |            |
| Тяжёлый вес                          | Ярис Данхо           | нич. | Кристиан Коломбо | Ничья решением большинства (29-27, 28-28, 28-28) | 3     | 5:00  | [ 14 ]     |
| Средний вес                          | Джек Херманссон      | поб. | Скотт Аскем      | Единогласное решение (30-27, 30-27, 29-28)       | 3     | 5:00  |            |
| Лёгкий вес                           | Рустам Хабилов       | поб. | Леандру Силва    | Единогласное решение (29-28, 29-28, 30-27)       | 3     | 5:00  |            |

## Награды
Следующие бойцы были удостоены денежного бонуса в $50,000:
- Бой вечера: Джош Барнетт — Андрей Орловский
- Выступление вечера: Джош Барнетт и Райан Бейдер